# Statisztikai diszkrimináció
A statisztikai diszkrimináció olyan elméleti magatartás, amelyben a faji, nemi vagy más közvetlenül megfigyelhető tulajdonságok alapján egyes csoportokat hátrányos megkülönböztetés ér, ha a gazdasági szereplők (fogyasztók, munkavállalók, munkaadók stb.) tökéletlen információval rendelkeznek azokról az egyénekről, akikkel kapcsolatba lépnek. Ezen elmélet szerint egyenlőtlenség létezhet és fennmaradhat demográfiai csoportok között akkor is, ha a gazdasági szereplők racionálisak és előítéletektől mentesek. Szemben áll az ízlésen alapuló diszkriminációval, amely rasszizmussal, szexizmussal és hasonló előitéletekkel magyarázza az egyes demográfiai csoportok közötti piaci különbségeket.
A statisztikai diszkrimináció elméletének úttörői Kenneth Arrow (1973) és Edmund Phelps (1972). A „statisztikai diszkrimináció” elnevezés a munkaadók foglalkoztatási döntéseinek módjára utal. Mivel a pályázók munkatermelékenységére vonatkozó információik tökéletlenek, statisztikai információkat használnak fel arra a csoportra vonatkozóan amelyhez a pályázó tartozik, hogy ezzel a várható termelékenységről jobb becslést tudjanak adni. Ha a kisebbségi csoport kezdetben kevésbé produktív (a történelmi diszkrimináció vagy egy korábban kialakult rossz egyensúlyi helyzet miatt), akkor az ebbe a csoportba tartozó minden egyént kevésbé produktívnak fognak feltételezni, és diszkrimináció lép fel. Ez a fajta diszkrimináció idővel önerősítő ördögi kört eredményezhet, mivel a diszkriminált csoport atipikus egyedeit elriasztják a piaci részvételtől, vagy attól, hogy készségeiket fejlesszék mivel a befektetés átlagos megtérülése kisebb, mint a diszkriminációmentes csoport esetében.
A statisztikai diszkrimináció (elméleti) egy ehhez kapcsolódó formája a jelentkezők által a munkáltatóknak küldött jelzések eltérésén alapul. Ezek a jelek a kérelmező produktivitását jelzik, de zajosak. Megkülönböztetés fordulhat elő, ha a csoportok átlagban különböznek, még akkor is, ha a jelentkezők jelei átlag felettiek és azonosak: az átlaghoz való regresszió azt jelenti, hogy egy magasabb átlaggal rendelkező csoport tagja kisebb eséllyel fog csalódást okozni miután felvették, mivel nagyobb valószínűséggel rendelkezik magasabb valódi értékkel, míg az alacsonyabb átlagcsoporttag nagyobb eséllyel okoz csalódást miután felvették, és a jel túlbecsüli az értéküket, ha a csoporttagságot figyelmen kívül hagyjuk ("Kelley paradoxona" ). A diszkrimináció a jelek csoport szintű varianciája alapján is előfordulhat (azaz mennyire zajos a jel), még akkor is, ha egyenlő csoportátlagokat feltételezünk. A varianciaalapú diszkrimináció előfordulásához a döntéshozónak kockázatkerülőnek kell lennie; az ilyen döntéshozó a kisebb varianciájú csoportot részesíti előnyben. Még ha két elméletileg azonos csoportot is feltételezünk (minden tekintetben, beleértve az átlagot és a varianciát), a kockázatkerülő döntéshozó azt a csoportot részesíti előnyben, amelyre vonatkozóan létezik olyan mérés (jel, teszt), amely minimalizálja a jel hibatagját. Tegyük fel például, hogy két személy, akik az A és B csoporthoz tartoznak, elméletileg azonos tesztpontszámmal rendelkezik, amely jóval meghaladja a teljes populáció átlagát, de az A csoporthoz tartozó egyén becslése megbízhatóbbnak tekinthető, mivel a B csoporthoz képest nagyobb mennyiségű adat áll rendelkezésre rá vonatkozóan. Ha két ember – egy A-ból és egy B-ből – jelentkezik ugyanarra a munkára, A-t felveszik, mert úgy érzik, hogy az ő pontszámuk megbízhatóbb becslés, így a kockázatkerülő döntéshozó B pontszámóról úgy gondolja hogy nagyobb valószínűséggel csak a szerencse okozta és nem valódi teljesítmény. Ezzel szemben, ha a két csoport átlag alatti, B-t alkalmazzák, mivel az A csoport negatív pontszámát jobb becslésnek tartják. Ez különbségeket generál a foglalkoztatási esélyekben, de a különböző csoportok átlagbéreiben is – egy kisebb jelpontosságú csoport aránytalanul foglalkoztatott lesz az alacsonyabb fizetésű munkákban.
Felmerült, hogy az afroamerikaiakkal szembeni lakáscélú jelzáloghitelezési diszkriminációt, ami illegális az Egyesült Államokban, részben a statisztikai diszkrimináció okozhatja.
A piaci erők várhatóan megbüntetik a statisztikai megkülönböztetés egyes formáit; például egy olyan vállalat, amely képes és hajlandó tesztelni egy állásra jelentkezőket a releváns mérőszámok alapján, várhatóan jobban fog teljesíteni, mint az, amelyik csak a csoportátlagokra támaszkodik a foglalkoztatási döntéseknél. 
Egy 2020-as tanulmány szerint azok a menedzserek, akiknek volt tapasztalatuk a statisztikai diszkriminációs elmélettel kapcsolatban, nagyobb valószínűséggel hisznek a sztereotípiák pontosságában, elfogadják a sztereotípiákat, és nemi alapú diszkriminációt alkalmaznak a munkaerő-felvétel során. Amikor a vezetőket tájékoztatták a statisztikai diszkrimináció elleni kritikákról, ezek a hatások csökkentek.

## Fordítás
Ez a szócikk részben vagy egészben  a   Statistical discrimination (economics) című angol Wikipédia-szócikk ezen változatának fordításán alapul.  Az eredeti cikk szerkesztőit annak laptörténete sorolja fel. Ez a jelzés csupán a megfogalmazás eredetét és a szerzői jogokat jelzi, nem szolgál a cikkben szereplő információk forrásmegjelöléseként.